# 重庆市规划展览馆
重庆市规划展览馆（英語：Chongqing Planning Exhibition Gallery）是一个位于重庆市的规划展示馆。

## 历史
2005年10月建成开馆，位于重庆市渝中区朝东路1号，紧邻朝天门和重庆来福士广场，隶属于重庆市规划局。总建筑面积6万平方米。2006年被选为国家4A级旅游景区。2020年计划从朝天门广场搬迁至南岸区南滨路的弹子石广场。2022年位于重庆市南岸区南滨路131号的新馆正式落成开放。

## 营业时间
- 周二至周日：上午九点至下午五点
- 周一闭馆

## 交通
- 重庆轨道交通环线弹子石站